# Vicky Holland
Vicky Holland, właśc. Victoria Frances Holland (ur. 12 stycznia 1986 w Gloucester) – brytyjska triathlonistka, brązowa medalistka olimpijska z Rio de Janeiro (2016).
Dwukrotnie uczestniczyła w letnich igrzyskach olimpijskich. W 2012 roku na igrzyskach w Londynie zajęła w zawodach kobiet 26. miejsce. Cztery lata później na igrzyskach w Rio de Janeiro zdobyła brązowy medal olimpijski. W zawodach, w których stanęła na podium olimpijskim, zajęła 13. miejsce w pływaniu, 10. w wyścigu kolarskim i 3. w biegu, co dało jej 3. miejsce w końcowej klasyfikacji.
W latach 2012–2015 trzykrotnie stanęła na podium mistrzostwach świata sztafet mieszanych w triathlonie (zdobyła dwa złote i jeden brązowy medal), w 2013 roku zdobyła srebrny medal mistrzostw Europy w zawodach indywidualnych, a w latach 2014–2018 trzy medale igrzysk Wspólnoty Narodów (złoty, srebrny i brązowy).